# SWAT

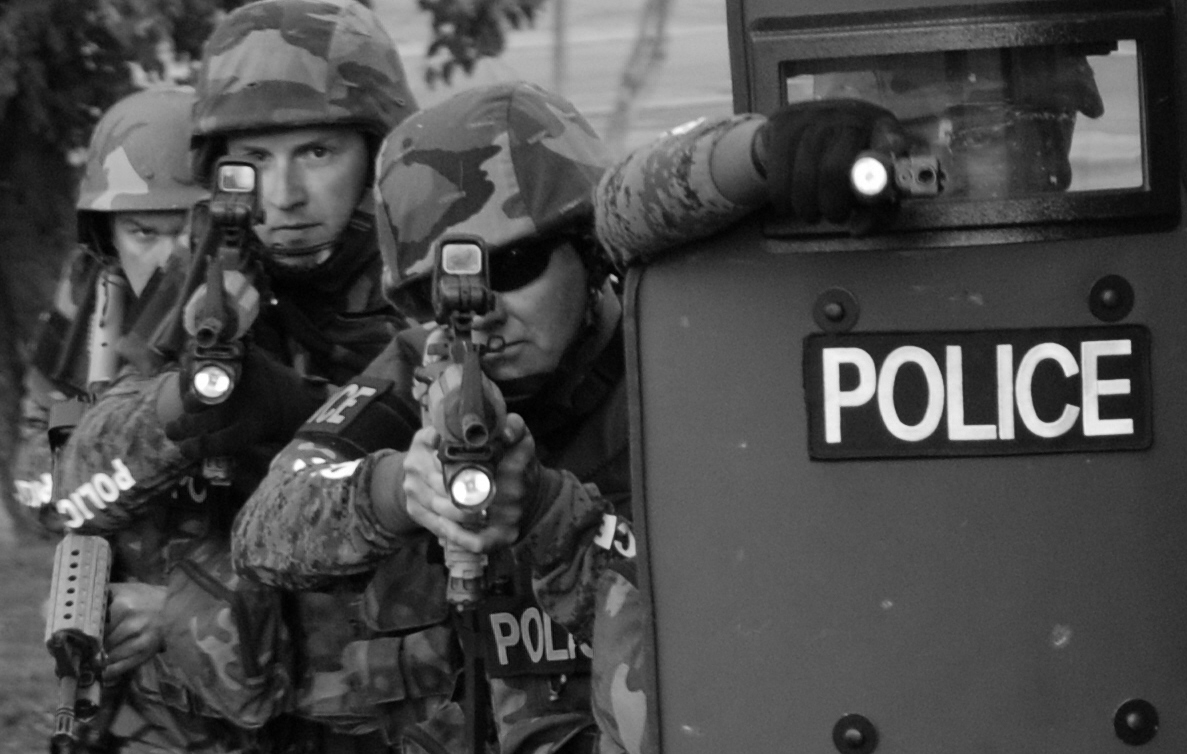
SWAT-Polizisten in den USA bei einer Übung (2008)

Das englische Akronym SWAT (auch S.W.A.T. geschrieben) steht für special weapons and tactics und ist eine Bezeichnung für taktische Spezialeinheiten innerhalb einer Polizeibehörde, deren Mitglieder für polizeiliche Sonderlagen ausgebildet und ausgerüstet sind. Wörtlich übersetzt bedeutet der Begriff Spezielle Waffen und Taktiken. In Deutschland werden die entsprechenden Aufgaben von den Spezialeinsatzkommandos, auch Sondereinsatzkommandos (SEK) genannt, wahrgenommen.
In den USA nehmen neben den klassischen Strafverfolgungsbehörden wie Polizei, Grenzpolizei und Strafvollzug auch andere Organisationen wie das Energieministerium der Vereinigten Staaten und die NASA polizeiliche Aufgaben wahr und verfügen deshalb über eigene SWAT-Einheiten.

## Begriffsklärung
In der englischen Amtssprache wird für taktische, polizeiliche Spezialeinheiten der Oberbegriff Special Response Unit benutzt. Die meisten Behörden, vor allem die Medien, sprechen jedoch durchgängig von Special Weapons and Tactics. Damit soll in der Regel auch dort, wo die eigentliche Bezeichnung einer Einheit anders lautet, die Art der Einheit dargestellt werden. SWAT wird deshalb oft synonym mit Bezeichnungen wie Emergency Response Team (ERT), Hostage Rescue Team (HRT), Special Response Team (SRT), Special Operations and Response Team (SORT), Special Response Force (SRF), Special Operations Group (SOG), Special Tactical Assault Team Element (STATE), Tactical Response Team oder Emergency Service Unit (ESU) verwendet.
Ursprünglich nur in den USA benutzt, hält der Begriff SWAT weltweit Einzug in die Namensfindung von Spezialeinheiten, so u. a. bei einer polizeilichen Spezialeinheit in Peking (China), die sich als Beijing Special Weapons and Tactics Unit (chinesisch: 北京特警总队) bezeichnet und auf dem Ärmelabzeichen das Kürzel „SWAT“ führt.

## Geschichte

### Vorläufer
Die Emergency Service Unit, die bereits 1925 in New York City aufgestellt wurde, war die erste polizeiliche Spezialeinheit, die man als Vorläufer der heutigen modernen SWAT-Einheiten sehen kann.

### Das LAPD-SWAT

Abzeichen des LAPD-SWAT

1965 führten die Rassenunruhen des Watts-Aufruhrs in Los Angeles, die sechs Tage andauerten, 34 Todesopfer und über tausend Verletzte forderten, sowie 4000 Verhaftungen nach sich zogen und letztlich nur mithilfe der Nationalgarde beendet werden konnten, zu einer Überprüfung der polizeilichen Einsatztaktik. Diese Erfahrungen zusammen mit dem Amoklauf von Charles Joseph Whitman und die deutliche Zunahme von Kriminalität, bei der Schusswaffen eingesetzt wurden, sowie das Anwachsen von Gang-Kriminalität, führten im Los Angeles Police Department (LAPD) zur Entwicklung des SWAT-Einsatzkonzeptes und 1967 zur Aufstellung der ersten SWAT-Einheit der USA. Viele andere US-Polizeiverwaltungen folgten diesem Beispiel und stellten ebenfalls eigene SWAT-Teams auf, noch bevor Anfang der 1970er-Jahre ein weiteres wichtiges Einsatzfeld hinzu kam – die Terrorismusbekämpfung.
Officer John Nelson hatte die Idee für das SWAT-Konzept und entwickelte es zusammen mit Inspector Darryl F. Gates weiter. Die Grundidee war die einer kleinen disziplinierten Einheit, ausgerüstet mit speziellen Waffen und unter Ausnutzung ebenfalls spezieller Taktiken, um mit ungewöhnlichen Vorfällen fertigzuwerden. Die erste Einheit bestand aus 15 Vier-Mann-Teams, die sich freiwillig gemeldet hatten und über spezielle Ausbildungen oder eine vorherige Militärlaufbahn verfügten. Sie trainierten monatlich zusammen und wurden ansonsten nur für Einsätze aktiviert. Da sie auch bei Unruhen Polizeistationen verteidigen sollten, wurden sie als Station Defense Teams bezeichnet. Ursprünglich sollte die Einheit Special Weapons Assault Team oder Special Weapons Attack Team heißen, die Polizeiführung wandte jedoch ein, dass dieser Begriff zu gewalttätig klingen würde. Bereits am 4. Dezember 1969 gab es einen mehrere Stunden andauernden Schusswechsel mit den Black Panthers, an dem 40 SWAT-Mitglieder teilnahmen, und bei dem mehrere tausend Schuss Munition abgefeuert wurden; je drei Mitglieder der Gruppe und des SWAT-Teams wurden verletzt.
Die Einheit wurde 1971 der Metropolitan Division zugeordnet. Man wollte eine jederzeit verfügbare Einheit, da es Probleme gegeben hatte, die Mitglieder des SWAT jeweils schnell genug zum Einsatzort zu beordern. Auch sollte SWAT eine Antwort auf subversive Gruppierungen und die ansteigende Kriminalitätsrate sein.

### Internationaler Polizeiaustausch
Im Vorfeld der Olympischen Sommerspiele 1984 sandte nicht nur das LAPD Beobachter zu Einheiten wie der GSG 9, der französischen GIGN oder dem britischen SAS, um sich neue Anregungen für den Schutz der Veranstaltung zu holen. Auch das FBI stellte 1983 eine neue Einheit auf, das Hostage Rescue Team.

### Weitere Entwicklung
Mittlerweile besitzen 90 Prozent der Polizeibehörden mit einem Einzugsgebiet von über 50.000 Einwohnern ein SWAT-Team. Bei den Gemeinden mit 25.000 bis 50.000 Einwohnern sind es 70 Prozent. Im Zusammenhang mit dem Krieg gegen Drogen wurden durch den Kongress ab 1993 etwa 1,2 Millionen Ausrüstungsgegenstände des Militärs an Polizeibehörden abgegeben. Darunter befanden sich neben vollautomatischen Waffen und Bomben-Robotern auch Hubschrauber, Flugzeuge und Granatwerfer.
Bei einer Studie mit 40 SWAT-Teams wurde festgestellt, dass diese bei Einsätzen in den Jahren 1990 bis 1996 insgesamt nur in 64 Fällen Schüsse abgegeben haben, die Mehrzahl davon auf Fahrzeuge und Gegenstände wie etwa Lampen. Die Zahl der Schusswaffenanwendungen ist u. a. so niedrig, weil man einen großen Wert auf Deeskalation und den Einsatz von Krisenverhandlungsteams setzt, die Personen meistens zum Aufgeben überzeugen können.
Seit den Terroranschlägen vom 11. September 2001 nahmen die militärische Bewaffnung der Polizei, die Einsatzzahlen von SWAT-Teams und die Berichte über exzessive Gewalt massiv zu. Alleine 2005 (das letzte Jahr, für das 2013 Zahlen vorlagen) wurde etwa von 50.000 SWAT-Einsätzen berichtet, etwa 140 am Tag. Dabei richteten sich die Einsätze überwiegend gegen Klein-Dealer und andere Personen, die keiner schweren Straftat verdächtigt wurden. Regelmäßig gibt es Medienberichte über den Einsatz von SWAT-Teams gegen illegales Pokerspiel, unter 21-jährige Alkoholkonsumenten oder Ausländer, die gegen formale Visa-Bestimmungen verstoßen haben. Maryland ist der einzige US-Bundesstaat, für den eine landesweite Statistik über den Einsatz von SWAT-Teams vorliegt; hier machten laut Jahresbericht 2012 Hausdurchsuchungen ohne Haftbefehl oder Gefahr in Verzug knapp 90 % aller Anlässe für SWAT-Einsätze aus, rund 50 % aller Einsätze hatten mit Drogen zu tun, in zwei Drittel aller Fälle verschaffte sich die Polizei gewaltsam Zutritt, in ebenfalls zwei Drittel folgte eine Festnahme.
Die beiden größten Fehler in den 1990ern machte das HRT des FBI. In Ruby Ridge, Idaho, erschoss ein Polizist versehentlich die Ehefrau eines Flüchtigen und in Waco, Texas, brannten die Gebäude einer Sekte nieder, als die Polizei versuchte, Tränengasgranaten einzusetzen. Bei dem Brand und durch Selbstmord starben 76 Sektenmitglieder.
Wichtige aktuelle Projekte der Spezialeinheiten zielen heute auf die Einbindung des Rettungsdienstes ab. So haben viele SWAT-Teams mittlerweile Ärzte und Rettungssanitäter eingebunden, die nicht mehr – wie früher üblich – einige Straßen weiter warten, sondern direkt vor Ort sind oder sogar mit den Teams vorgehen. Dazu haben sie in der Regel spezielle Schulungen durchlaufen.

## Auftrag

### Allgemein
Die Aufgaben einzelner Spezialeinheiten hängen nicht nur von Personalstärke und Struktur ab, sondern v. a. davon, welchen Behörden sie angeschlossen sind und welche Region sie abzudecken haben.
So sieht das SWAT des Tucson Police Department seine Aufgabe darin, der Polizeibehörde Kapazitäten zur Verfügung zu stellen, um hochriskante Situationen sicher bewältigen zu können. Hierzu gehören:
- Geiselnahmen,
- verbarrikadierte Personen,
- Menschen mit Suizidabsichten,
- Razzien und Durchsuchungen, bei denen mit Widerstand gerechnet wird,
- risikoreiche Verhaftungen,
- Personenschutz,
- Scharfschützeneinsätze und
- andere Situationen, in denen mit bewaffnetem Widerstand gerechnet wird.

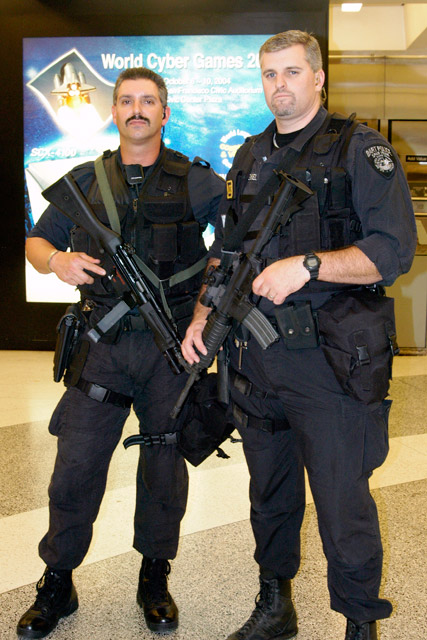
Zwei SWAT-Beamte aus San Francisco

### FBI Field Office in Buffalo
Das SWAT des FBI Field Office in Buffalo nennt als Bundesbehörde etwas anders geartete Aufgaben:
- Die Verhaftung von gefährlichen und bewaffneten Personen, auch an mehreren Orten gleichzeitig,
- das Anhalten und Angreifen von Fahrzeugen und Transportmittel wie Bus, Bahn und Flugzeug,
- das Ausheben von Verstecken und Unterkünften (z. B. durch Zugangssprengungen),
- Geiselbefreiung im Rahmen von Geiselnahmen und Raubüberfällen,
- den Schutz von Personen und Veranstaltungen,
- Scharfschützeneinsätze,
- die Verfolgung flüchtiger Täter in ländlichen Regionen und
- Einsätze in Verbindung mit ABC-Waffen

### Hostage Rescue Team (FBI)
Das Hostage Rescue Team des FBI wird in den gesamten USA eingesetzt und nennt weiter ausgedehnte Aufgabenfelder:
- Maritime Operationen,
- Operationen in allen Klimazonen der USA und
- Hubschrauber-Operationen.

### US Marshals Service
Der United States Marshals Service wiederum hat spezielle Aufgaben abzudecken:
- Festnahme und Transport gefährlicher Straftäter,
- Beschlagnahme von Werten,
- Zeugen- und Personenschutz und
- Sicherung von Gerichtsgebäuden.

## Organisation

### Überblick
Die Organisation von SWAT-Einheiten ist sehr vielfältig. Sie hängt von der Größe der Polizeibehörde, deren prinzipieller Organisation und weiteren lokalen Gegebenheiten ab.
In den USA gibt es etwa 16.000 eigenständige Polizeibehörden. In den meisten Behörden nehmen die Mitglieder der SWAT-Einheiten reguläre Dienste im Streifen- und Verwaltungsdienst ein und werden erst bei Einsätzen zusammengerufen. Lediglich das Training wird gemeinsam absolviert.
Teilweise ist das SWAT als Stabsabteilung direkt an die Polizeiführung gebunden, manchmal aber auch an eine eigene Führungsstruktur mit speziellen Diensten, wie etwa der Hubschrauber- und Hundestaffel sowie dem Krisenverhandlungs- und Bombenentschärfungsteam, angeschlossen. In manchen Organisationen ist das SWAT auch in kleine Abteilungen über verschiedene Bezirke verteilt. So wird das gesamte SWAT dann nur bei entsprechend großen Einsätzen zusammengerufen.
Es gibt nur wenige SWATs, die rund um die Uhr aktiv in Bereitschaft stehen. Hierzu gehört die Emergency Service Unit des New York Police Departments mit rund 500 Polizisten. Allerdings übernimmt die ESU auch weitere Aufgaben. Hierzu gehören Gefahrstoffeinsätze, Taucheinsätze und die Rettung und Erstversorgung verunfallter Personen.
Los Angeles fasst spezielle Einheiten in der Metropolitan Division zusammen. Die sechs Platoons setzen sich aus einer Pferde- und einer Hundeabteilung, zwei Einheiten zur Bekämpfung der Schwerkriminalität, dem administrativen A-Platoon und dem SWAT-Team als D-Platoon zusammen. Das A-Platoon stellt Trainingspläne auf, verwaltet Waffen und stellt auch einen Arzt, ein Krisenverhandlungsteam und weitere Spezialisten zur Verfügung. Das D-Platoon ist seit 1971 in ständiger Bereitschaft. 2003 wurde es 133 Mal alarmiert sowie für 122 risikobehaftete Festnahmen eingesetzt. Die ständige Einsatzbereitschaft wird damit begründet, dass ein schnelles Eingreifen zu den Grundsätzen und Erfolgsvoraussetzungen von SWAT-Operationen gehört.
Auf Länderebene besitzt bspw. die Louisiana State Police (LSP) ein SWAT, das aus drei Teams zu je 21 Mitgliedern besteht. Diese werden von drei Krisenverhandlungsteams mit je sieben Mitgliedern unterstützt. Das SWAT kann auf einen gepanzerten Mannschaftstransporter vom Typ Cadillac Gage Commando LV-150 sowie drei Helikopter der LSP zurückgreifen. Weitere Ressourcen, wie etwa Roboter zum Beobachten oder Öffnen von Türen, können von der LSP Emergency Services Section angefordert werden. Reicht auch dieses alles nicht aus, werden ggf. Ausrüstungsgegenstände der Nationalgarde ausgeliehen. So nutzte man nach Hurrikan Katrina Blackhawk-Helikopter und schwimmfähige Panzerfahrzeuge vom Typ Light Armored Vehicle-25.
Das SWAT des Tucson Police Departments ist Teil der Emergency Response Section. Es wird im Jahr etwa 200 Mal angefordert. Die Personalstärke von 45 Personen wird durch einen Lieutenant, vier Sergeants und 40 Police Officers abgedeckt. Hiervon sind vier Personen ständig dem SWAT Squad zugeteilt und für Trainingspläne, Ausrüstung und andere administrative Aufgaben zuständig. Die anderen 41 Polizisten werden nach Bedarf für Einsätze zusammengerufen. Zudem wird mindestens zweimal im Monat trainiert. Dabei hat jedes Mitglied des Teams spezielle Aufgaben, trainiert jedoch alle anderen Aufgaben ebenfalls. Unterstützung erhält das SWAT von den anderen Abteilungen der Emergency Response Section. So unterstützt das Explosive and Hazardous Devices Detail (Bombenräumkommando) nicht nur das SWAT in Bezug auf Sprengmittel, sondern stellt bei Bedarf auch einen Andros-6A-Roboter zur Verfügung. Die Specialty Vehicle Unit stellt Spezialfahrzeuge, wie etwa einen mobilen Befehlsstand, und zu guter Letzt führt das Hostage/Crisis Team (Geisel/Krisen-Team) mit 31 – bei Bedarf zusammengerufenen – Mitgliedern Verhandlungen bei Geiselnahmen und ähnliche Situationen durch, um diese ohne Gewalteinsatz zu beenden.

### Einheiten auf US-Bundesebene
- Bureau of Alcohol, Tobacco, Firearms, and Explosives Special Response Teams (SRT)
- Drug Enforcement Administration Foreign-deployed Advisory and Support Teams (FAST)
- Federal Bureau of Investigation Hostage Rescue Team (HRT)
- Federal Bureau of Investigation Special Weapons and Tactics Teams
- Federal Bureau of Prisons Special Operations and Response Teams (SORT)
- Immigration and Customs Enforcement (ICE) Special Response Teams
- United States Customs and Border Protection (CBP) Special Response Teams
- United States Department of Energy Office of Safety and Security (OSS) Special Response Teams (SRT)
- United States Department of Energy Special Response Force (SRF)
- United States Marshals Service Special Operations Group (SOG)[14]
- United States Border Patrol Tactical Unit (BORTAC)
- United States Coast Guard Maritime Security Response Team (MSRT)
- United States Army Military Police Corps Military Police Special Reaction Team (SRT)
- United States Marine Corps Military Police Special Reaction Team (SRT)
- United States Air Force Security Forces Emergency Services Team (EST)

Federal Bureau of Investigation (FBI)
Das FBI verfügt über ein Hostage Rescue Team (HRT), das in der FBI Academy in Quantico, Virginia, stationiert ist. Weiterhin ist an jedem der 56 Field Offices ein SWAT-Team stationiert.

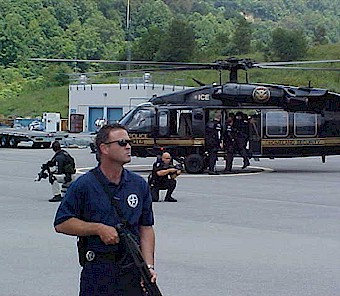
USMS-Gefangenentransport

Drug Enforcement Administration (DEA)
Die DEA verfügt über 22 Mobile Enforcement Teams (MET), die an den 21 DEA Field Offices stationiert sind.
United States Marshals Service
Der USMS verfügt über eine 1971 aufgestellte Special Operations Group (SOG) mit Hauptquartier auf dem Gelände der Nationalgarde-Kaserne Camp Beauregard in Louisiana. Die Installation für die Einsatzführung heißt Marshals Service Tactical Operations Center. Neben fest eingesetzten Kräften stehen in den einzelnen Einheiten Vollzugsmitarbeiter auf Abruf zur Verstärkung der Einheit bereit. Weiterhin verfügt der USMS über mehrere Special Response Teams (SRT).
Department of Energy
Das Energieministerium, kurz DOE genannt, verfügt am Y-12 National Security Complex in Oak Ridge, Tennessee, über mehrere Special Response Teams (SRT). Der Auftrag der SRTs besteht vornehmlich in der Sicherung von Nuklearmaterial und Waffenkomponenten. Die Mitglieder rekrutieren sich vornehmlich aus ehemaligen Mitgliedern militärischer Spezialeinheiten und erhalten ein intensives Training, das auch dem Tag- und Nacht-Kampf in urbanem Gelände (Close Quarter Battle – CQB) einschließt. Da die SRTs keine polizeilichen Routineaufgaben wahrnehmen müssen, trainieren sie mehr als zehnmal so viel wie ein durchschnittliches SWAT.

## Rekrutierung und Ausbildung

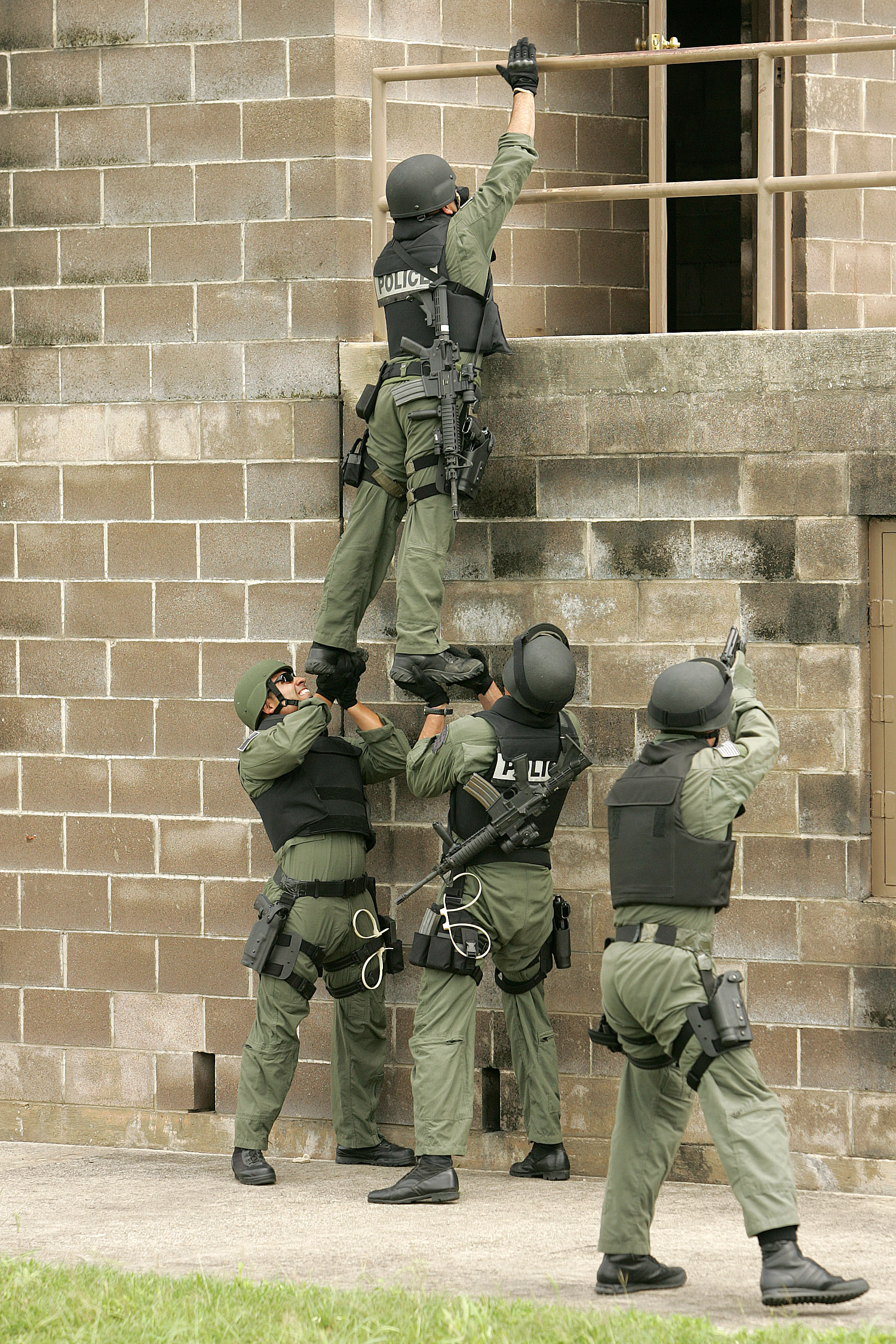
US Air Force 37th Training Wing’s Emergency Services Team während des Trainings

Die Aufnahme in ein SWAT setzt meist eine zwei- bis vierjährige Zugehörigkeit zur entsprechenden Behörde voraus. Nach der Bewerbung folgt zunächst ein Sporttest.
Während in Dallas der Cooper-Test benutzt wird, müssen Anwärter in Detroit eine Entfernung von drei Meilen (4,8 km) in 25 Minuten zurücklegen. Daran schließen sich je 50 Liegestütze, 80 Sit-ups und 20 Klimmzüge an. In Kansas City werden stattdessen ein Hindernislauf absolviert sowie die Leistungen auf dem Schießstand bewertet.
Anschließend werden Einzelgespräche mit den Bewerbern geführt, in denen besonderer Wert auf die psychische Belastbarkeit gelegt wird.
Die Grundausbildung umfasst in Detroit 640 Stunden, in denen der Umgang mit fünf verschiedenen Waffen, Abseilen, Navigation, Personenschutz, Verhandlungsführung, Fahrtechniken und Konvois, Terrorismusabwehr, taktisches Vorgehen und ein Scharfschützenkurs enthalten sind. Den Abschluss bildet ein viertägiger Test mit einem besonders hoch angelegten Stresslevel.
Regelmäßiges Training wird oft ein- bis zweimal monatlich durchgeführt. Hierbei werden spezielle Fertigkeiten und die Zusammenarbeit geübt. Dazu gehört auch, im Rahmen eines Einsatzes andere Positionen zu übernehmen und auszufüllen.
Zu den speziellen Positionen gehören beispielsweise:
- Scharfschütze,
- Spezialist im Zugriffs-, Geiselrettungs- oder Außensicherungsteam,
- Spezialist für Zugangssprengungen,
- Spezialist für Sondermunition (Reizgas, nicht-tödliche Waffen),
- Fahrer von Panzerfahrzeugen,
- Operator für taktische Roboter und
- Rettungssanitäter, Arzt.

US-amerikanische Polizisten werden nicht durchweg an Polizeiakademien ausgebildet. Insbesondere kleinere Polizeibehörden greifen auch auf freie Bildungsträger zurück, deren Ausbilder meist aus dem Polizei- und Militärdienst kommen. Auch gibt es hier spezialisierte Institute, die etwa Spezialausbildungen im Zusammenhang mit einem Active Shooter, also einem Amokläufer, oder für Notfallmedizin anbieten. In diesem Feld bieten auch Hersteller, wie etwa Heckler & Koch, eigene Trainings an, die dann auf den Einsatz der von diesen Firmen angebotenen Ausrüstungsgegenstände und Waffen zielen.
Weitere Schulungen bietet das FBI an. An der Akademie in Quantico wiederum trainiert das HRT mit den – auf dem gleichen Gelände angesiedelten – Navy Seals, um so voneinander zu lernen. Gleichzeitig ist es so in der Lage, gemeinsame Operationen durchführen zu können.
Spezialisierungen
Scharfschütze: Auch als „Augen des Teams“ bezeichnet, wirken Scharfschützen meist von besonders günstigen Stellungen. Hier ist es das erste Ziel Informationen und Details des Zielobjektes zu sammeln. Zudem sichern sie das SWAT-Team und Unbeteiligte. Erst in letzter Instanz ist es ihre Aufgabe auch zu schießen. Scharfschützen müssen für ihre ihnen vieles abfordernde Aufgabe ein hohes psychisches und physisches Potenzial besitzen.
Spezialist für Zugangssprengungen: Die Zugangssprengung benutzt möglichst wenig Sprengstoff um präzise zu wirken und einen Zugang für die Polizisten zu schaffen. Sie soll die Zielpersonen überraschen und desorientieren und ihre Handlungen verlangsamen.
Rettungssanitäter und Ärzte ermöglichen die Erstversorgung von Verletzten am Ort, auch wenn es sich um weiterhin gefährliche Umgebungen handelt. Dazu üben diese Feuerwehrleute und Notärzte regelmäßig mit dem SWAT und haben entsprechende persönliche Ausrüstung, etwa ballistische Schutzwesten. Neben der Erstversorgung übernehmen sie meist auch die medizinische Leitung (ähnlich einem leitenden Notarzt), das medizinische Training der Polizisten, den Patiententransport, die Beschaffung von Medizin für Geiseln und ähnliche Aufgaben.

## Ausrüstung

### Waffen

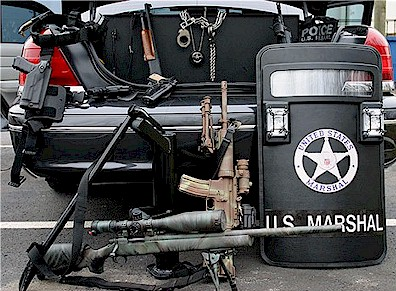
Ausrüstung des US Marshals Service

Die Bewaffnung der US-amerikanischen Behörden ist sehr uneinheitlich. So genehmigt alleine das LAPD für Streifenbeamte insgesamt 23 verschiedene Faustfeuerwaffen von Beretta, Glock und Smith & Wesson. Das SWAT verfügt zudem über eine speziell für sie gefertigte Pistole Kimber Custom II im Kaliber .45 ACP, von denen jeder Beamte zwei hat, eine mit montierter Taschenlampe, eine ohne.
Während die Pistole für den Streifenbeamten eigentlich seine Hauptwaffe ist, da er einzig diese ständig am Körper führt, ist die Pistole bei Spezialeinheiten die Sekundärwaffe neben Maschinenpistole oder Gewehr. Die Pistole wird eingesetzt, wenn die Primärwaffe defekt ist oder ein Schutzschild oder eine Hundeleine gehalten werden muss. Ansonsten kommt sie auch in engen Räumlichkeiten (Bus, Flugzeug, Kanalisation) zum Einsatz.
Vollautomatische Waffen sind meist Maschinenpistolen und Schnellfeuergewehre, wie sie im militärischen Bereich eingesetzt werden. In den USA werden vorwiegend Maschinenpistolen von Heckler & Koch eingesetzt. Dabei ist die Wahl der Kaliber (9 mm, 10 mm, .45 ACP) jedoch sehr unterschiedlich. Außerdem werden 9-mm-Versionen des M16 eingesetzt, da diese im Vergleich zu Waffen von Heckler & Koch billiger sind. Damit entsprechen sie auch in der Handhabung den oft eingesetzten Schnellfeuergewehren im Kaliber 5,56 × 45 mm auf Basis des M16, oft handelt es sich um den M4-Karabiner.
In den USA werden weiterhin gerne Flinten geführt. Meist handelt es sich um fünfschüssige Vorderschaftrepetierer, die auch bei warmer oder feuchter Munition eine hohe Funktionssicherheit aufweisen. Im polizeilichen Gegenüber hat die Flinte eine hohe psychologische Drohwirkung. So hat eine Flinte im Kaliber 12 eine Mündungsöffnung von 18 mm. Dazu kommen Legenden um die zielballistische Wirkung von Schrotladungen beim Menschen, in denen es heißt, dass ein Täter über die ganze Straßenbreite zurückgeworfen wurde. Hierdurch wird schon oft die Aufgabe des Gegners hervorgerufen und ein Schusswaffeneinsatz kann entfallen.
Auf kurze und mittlere Entfernungen hat die Flinte zudem eine hohe Mannstoppwirkung, mit Flintenlaufgeschossen auch noch auf Entfernungen von mehr als 100 m. Warnschüsse sind laut und ein Schrotschuss in die Luft gefährdet die Umgebung weniger als ein Vollmantelgeschoss. Mit der Flinte kann Signalmunition, Tränengaspatronen, barrikadebrechende Geschosse, Nylonschrot oder Vollgummiprojektile verschossen werden. Darüber hinaus ist sie auch für den Nahkampf, zum Beispiel beim Angriff mit Messern oder Schlagwerkzeugen, geeignet.
Das bei den US-Streitkräften als M40 eingeführte Scharfschützengewehr wurde als Remington Modell 700 auf den Markt gebracht (siehe Foto, im Vordergrund am Boden). Es ist eine bei den Polizeibehörden in den USA sehr beliebte Waffe im Kaliber 7,62 × 51 mm. Da die meisten Einsätze von Präzisionsschützen auf Entfernungen zwischen 40 und 100 m liegen, ist seine effektive Reichweite mehr als ausreichend. Im gleichen Kaliber gibt es jedoch noch eine Vielzahl weiterer Gewehrhersteller.
Des Weiteren führen die Beamten auch mindestens eine nicht-tödliche Waffe mit sich, zum Beispiel Taser, Schlagstöcke, Pfeffersprays oder Blendgranaten.

### Bekleidung und Werkzeuge
Die Bekleidung besteht in der Regel aus einem feuerfesten Overall sowie einem Paar Handschuhe, einer beschusshemmenden Weste, einer äußeren taktischen Weste, die Platz für Munition und andere wichtige Einsatzmittel bietet. Dem Schutz des Gesichtes dienen Sturmhaube, Gasmaske, Schutzbrille und ein taktischer Schild.

### Fahrzeuge
Es werden unterschiedliche Fahrzeuge benutzt. Dazu gehören neben Zivil- und Streifenwagen auch Transporter und mobile Fahrzeuge zur Einsatzleitung. Bei besonders gefährlichen Lagen werden auch gepanzerte Fahrzeuge, meist ohne Offensivbewaffnung, hinzugezogen.
Einsatzleitwagen werden oft nicht nur für die Bewältigung rein polizeilicher Sonderlagen, sondern auch für den Einsatz bei Großschadensereignissen als Emergency Operations Center eingesetzt. So setzt die Louisiana State Police einen etwa 15 m langen, dreiachsigen Freightliner mit vier ausfahrbaren Erkern ein, der Platz für etwa ein Dutzend Arbeitsplätze bietet.
Das FBI setzt unter anderem Hubschrauber des Typs MD Helicopters MD 530F „Little Bird“ ein.

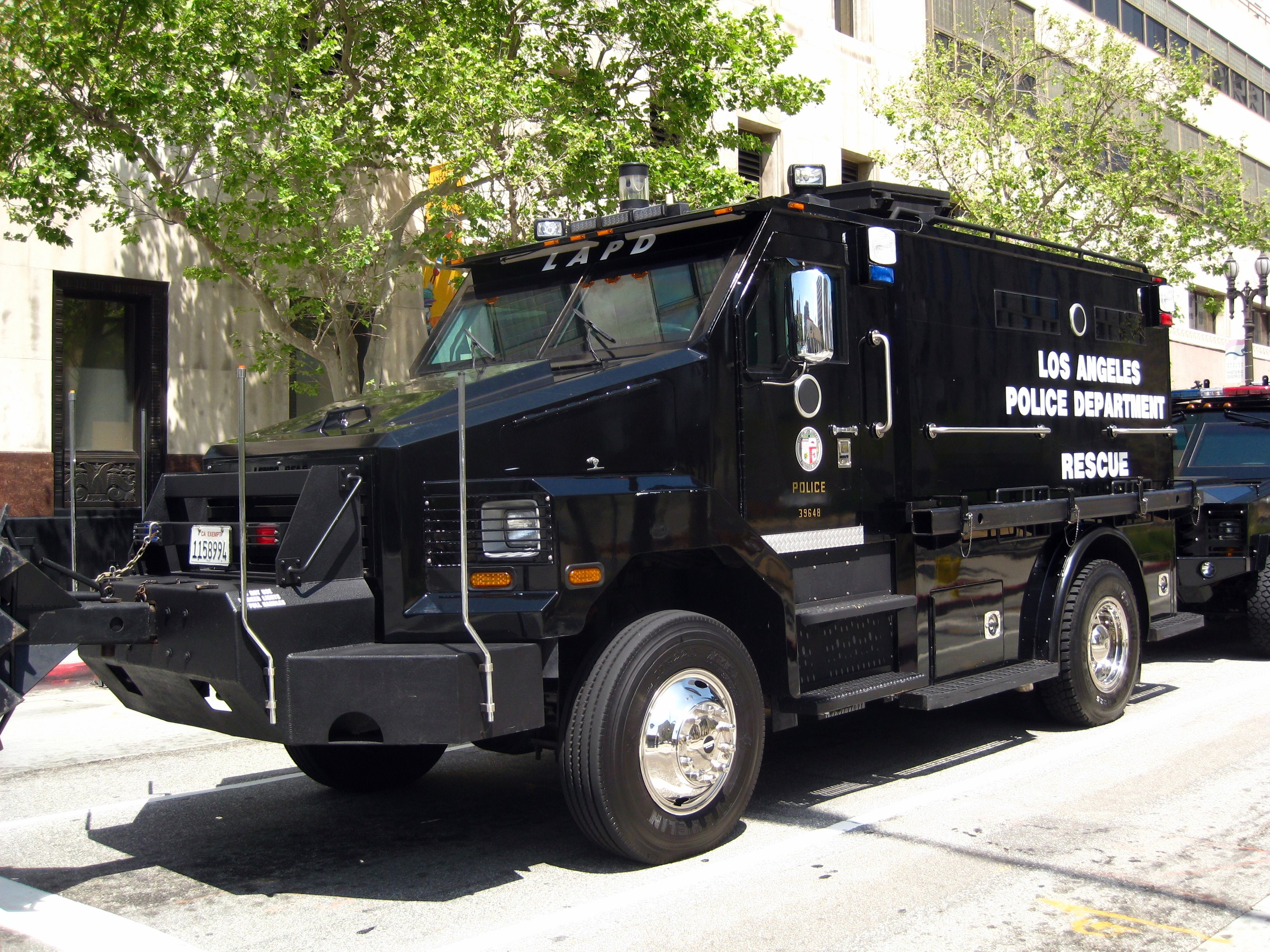
Gepanzertes Einsatzfahrzeug eines LAPD SWAT Teams
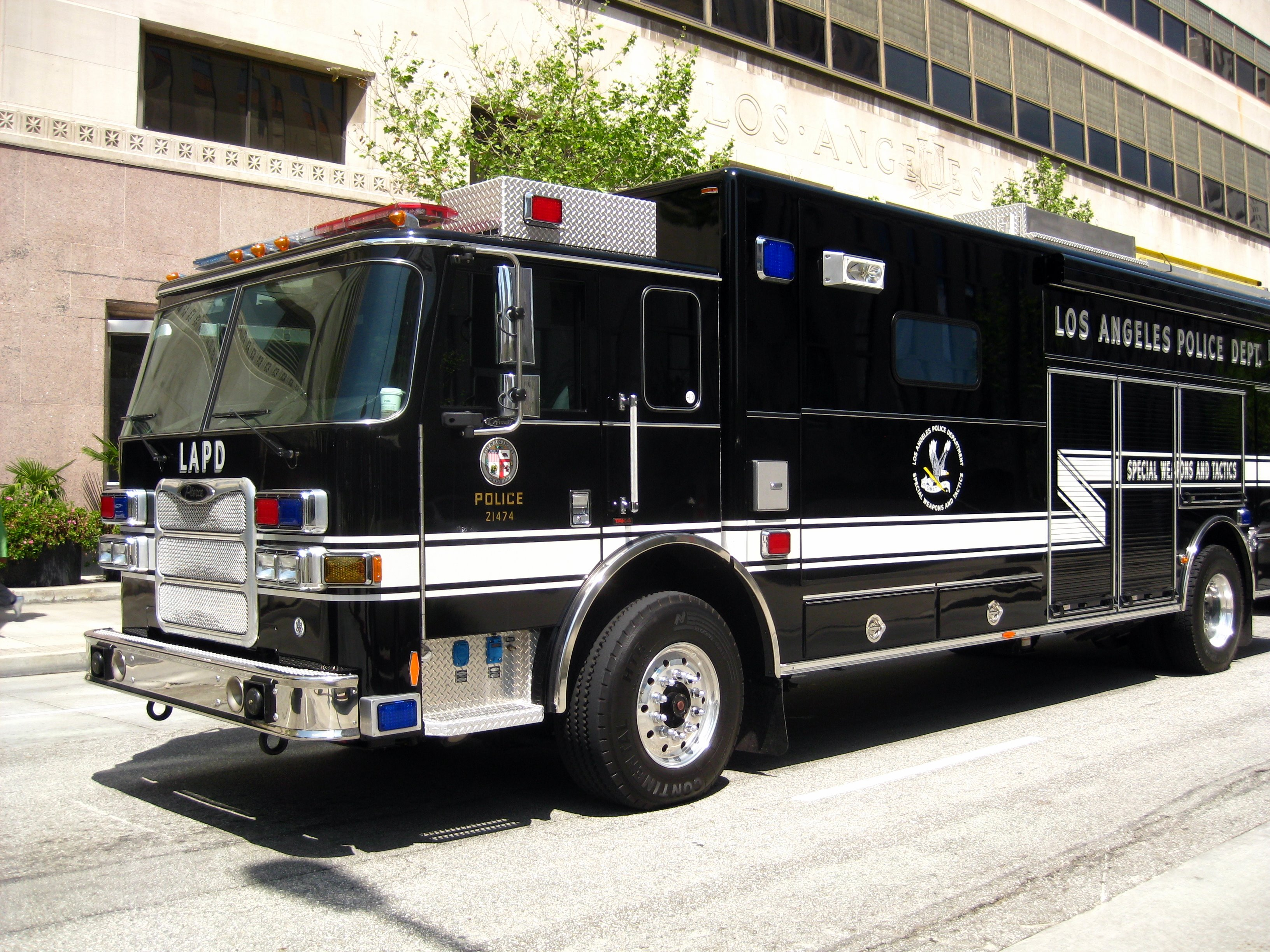
Geräte LKW eines LAPD SWAT Teams
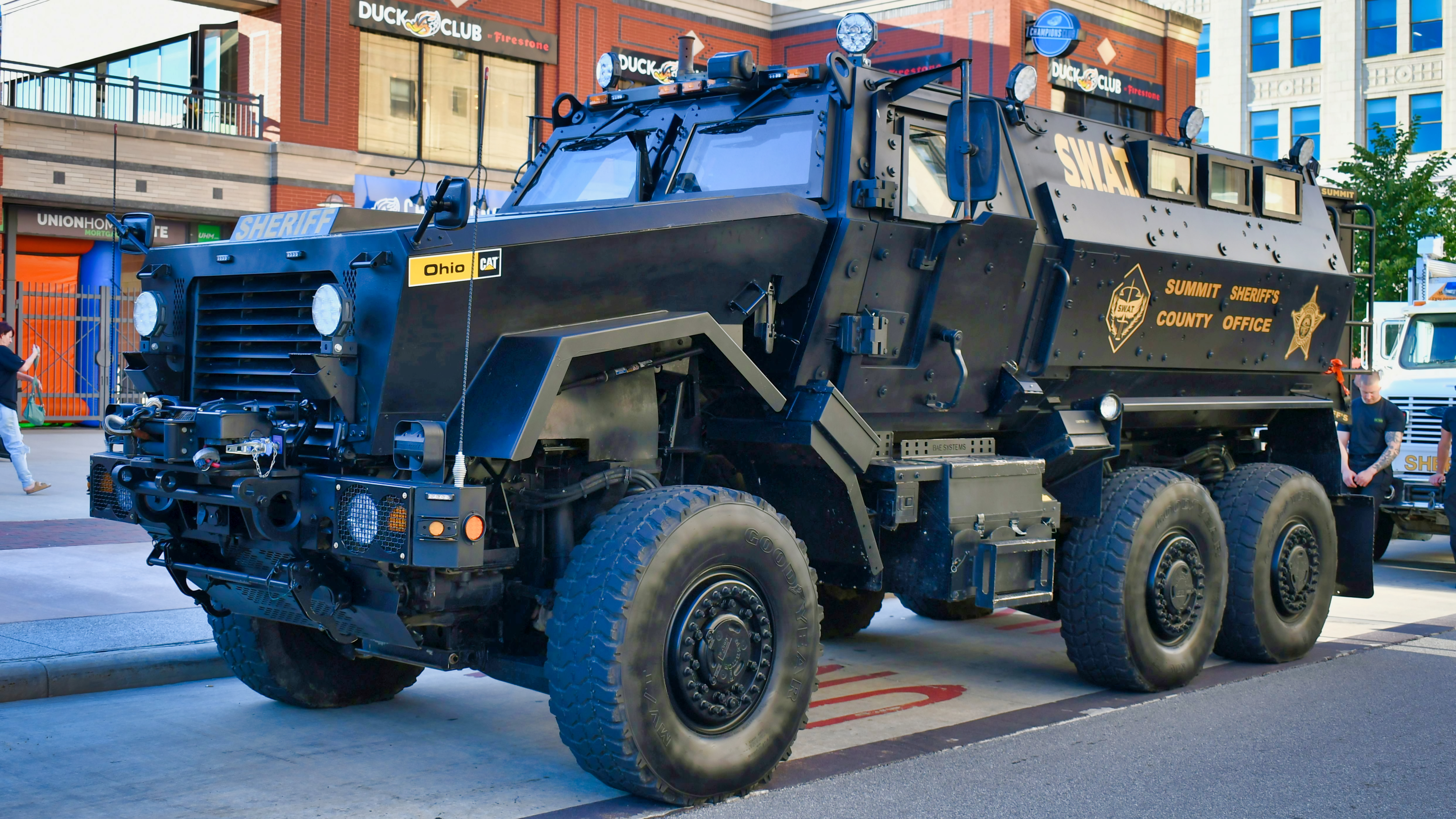
Gepanzertes Einsatzfahrzeug MRAP des Summit County Sheriff’s Office
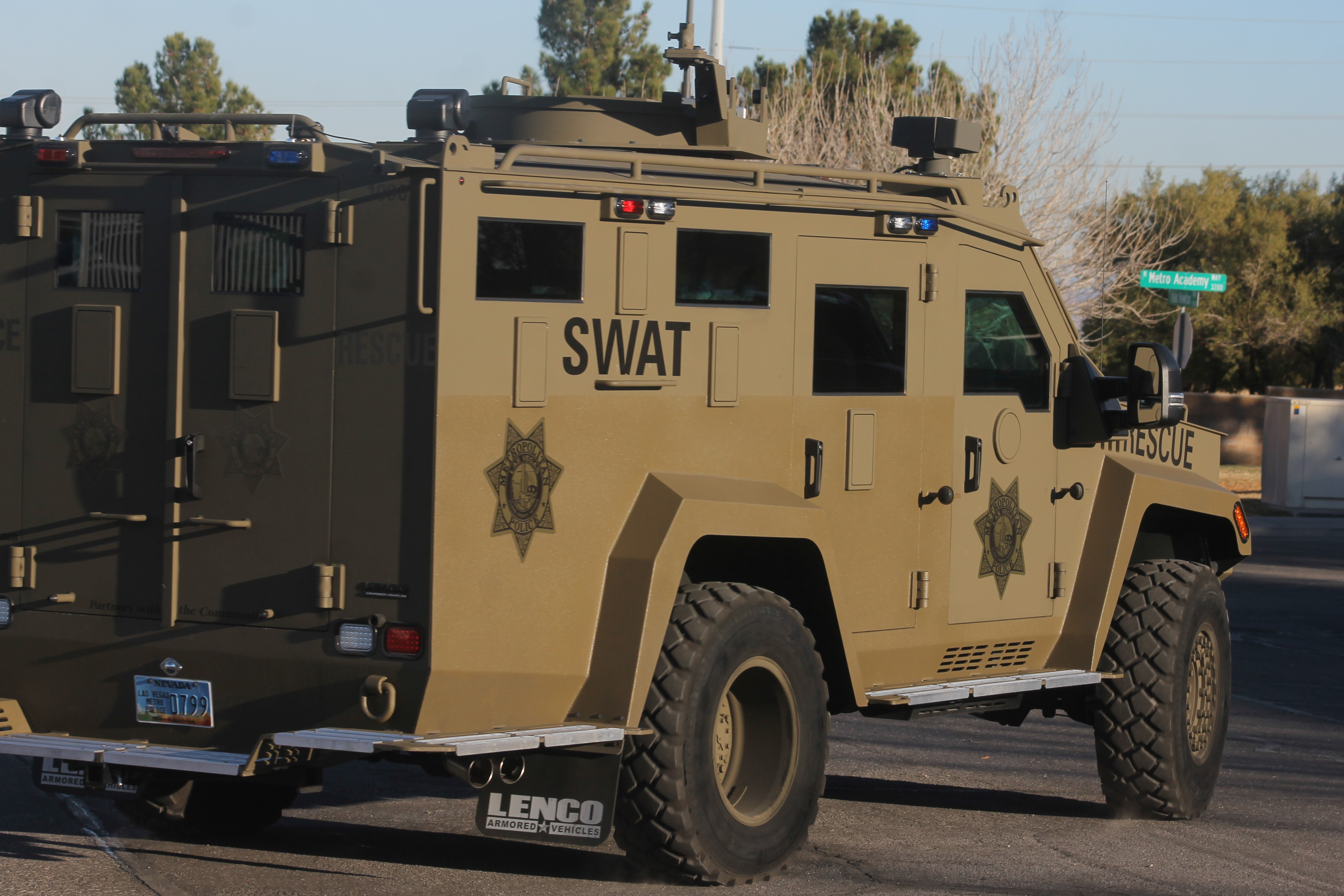
Gepanzertes Einsatzfahrzeug Bearcat eines LVMPD SWAT Teams

## Kritik
Bereits der Name Special Weapons and Tactics beinhaltet Wörter, die für möglichen Zündstoff sorgen. Um weniger aggressiv zu klingen, wurde bei der Gründung des LAPD SWAT die ursprüngliche Wortwahl geändert und das Wort Assault in Special Weapons Assault Tactics durch das Wort and ersetzt. Darüber hinaus wird mit dem Wort Waffen Gewalt assoziiert und mit dem Wort Taktik ein militärisches Vorgehen.
Bereits 1993 wurde vorgeschlagen, die Zahl der SWAT-Einheiten zu reduzieren. Etwa 99 Prozent aller Situationen, in denen SWAT-Teams nachgefordert wurden, wurden ohne den Einsatz dieser Einheiten beendet. Der Verdächtige würde seine Situation erkennen und die Aussichtslosigkeit einsehen. Uniformierte Polizisten könnten also die Mehrzahl dieser Situationen klären und in vielen Fällen würde es auch ausreichen, ein Krisenverhandlungsteam statt eines kompletten SWAT anzufordern. So hat die Polizeibehörde der Stadt Culver City (Kalifornien) in 16 Jahren (1977 bis 1993) nur einmal ein SWAT angefordert. Das Los Angeles County Sheriff’s Office (LASO) hatte in vier Jahren (1988 bis 1991) 500 Einsätze. Dabei wurde innerhalb der ersten drei Jahre (385 Einsätze) jede Situation ohne Gewaltanwendung (sogenannter talk out) geklärt. 1991 wurden von 115 Einsätzen fünf mit einem Schusswechsel beendet, viermal kamen dabei Verdächtige ums Leben. Nicht bestritten wird in diesem Zusammenhang jedoch der Bedarf an SWAT-Teams in Großstädten sowie in Regionen, in denen sich z. B. relativ viele „Crack-Häuser“ befinden.
Ein weiterer Aspekt in Bezug auf SWAT sind die Kosten für die Unterhaltung der Einheit. Zwar haben viele Polizeibehörden nur „Teilzeit-SWATs“, und manche haben nicht einmal die notwendigen Dienstfahrzeuge oder haben diese aus ausgemusterten Rettungswagen selber umgebaut, jedoch kostet auch das Training Zeit und Geld, wenn die Einsatzkräfte nicht gefordert sind. So besitzt das Los Angeles County 47 Polizeibehörden und mit dem LASO einen Sheriff. Von den 47 Polizeien kann – aufgrund vertraglicher Basis – jederzeit ein SWAT beim LASO angefordert werden. Trotzdem unterhalten 15 Polizeibehörden noch ein eigenes SWAT.
Die ACLU kritisiert die Einsatzhäufigkeit von SWAT-Einheiten. So reiche es inzwischen aus, dass ein Verdacht auf Drogendelikten bestehe, um das Haus von einem schwer bewaffneten SWAT-Team erstürmen zu lassen. Durch die besonders brachiale Art der Erstürmung komme es immer wieder zu Todesfällen und Verletzten. So erlitt ein 19 Monate altes Kleinkind schwere Verletzungen, als eine in den Raum geworfene Blendgranate in die Wiege des Kindes fiel. Wie sich herausstellte, hatten sich die Polizisten im Haus geirrt und die falsche Wohnung erstürmt.
Besonders die zunehmende Weitergabe von ausgedientem Material des Militärs durch das Programm 1033 an SWAT-Einheiten bereitet der ACLU Sorgen. Mehrere tausend ausrangierte, gepanzerte Fahrzeuge, Waffen, Schalldämpfer, Drohnen und anderes militärisches Gerät sind vom Militär an die Polizei weitergegeben worden. Die Sorge bestehe, dass dieses militärische Gerät die Einsatztaktik der SWAT-Teams zum Negativen verändere, d. h., dass die SWAT-Teams zunehmend wie Soldaten und nicht wie Polizisten vorgingen.

## Nationale und internationale Vergleichswettkämpfe
Jährlich findet die – seit 2004 so benannte – Original SWAT World Challenge (OSWC) statt. Dieser internationale Vergleichswettkampf, den 2005 und 2006 die deutsche GSG 9 für sich entscheiden konnte, ist ein Einladungsturnier. Dieses wird nicht nur in mehreren US-amerikanischen Fernsehsendern ausgestrahlt, sondern es wird auch weltweit in den Medien (Deutschland: Fernsehsender Welt und Fachmagazin Caliber) darüber berichtet.

## Mediale Rezeption
In der US-amerikanischen Öffentlichkeit wurden SWAT-Teams durch die 1976 entstandene Serie S.W.A.T. bekannt, die in Deutschland unter dem Titel Die knallharten Fünf lief. Sie wurde allerdings oft als unrealistisch und – für die damalige Zeit – als zu gewalttätig bezeichnet. Deshalb wurde sie nach 37 Folgen abgesetzt.
In der Folgezeit wurden SWAT-Einheiten zwar seltener zum eigentlichen Thema von Filmen gemacht, sie sorgten jedoch für Dramatik. So in Serien wie Standoff oder Sleeper Cell, aber auch in Filmen wie etwa In the Line of Fire – Die zweite Chance.
- Die knallharten Fünf – TV-Serie (USA, 1976)
- S.W.A.T. – Die Spezialeinheit – Kinofilm (USA, 2003)
- Dallas-SWAT – Doku-Soap (USA, 2005)
- SWAT (Computerspielreihe) – Computerspielserie (USA, seit 1995)
- Flashpoint – Das Spezialkommando – TV-Serie (Kanada, 2008–2012)
- S.W.A.T. (Fernsehserie) – TV-Serie (USA, 2017 -)